# Furieuse
Furieuse is een rivier in de Jura in Frankrijk.
De rivier ontspringt op het grondgebied van Pont-d'Héry en mondt 19 kilometer verder uit in de Loue.